# Pontfaverger-Moronvilliers
Pontfaverger-Moronvilliers è un comune francese di 1 591 abitanti situato nel dipartimento della Marna nella regione del Grand Est.

## Società

### Evoluzione demografica
Abitanti censiti